# Luis Ciges
Luis Ciges Martínez (né le 10 mai 1921 à Madrid et mort dans cette même ville le 11 décembre 2002) est un acteur espagnol.

## Biographie
Il est le fils de l'écrivain et gouverneur civil de Santander et d'Ávila Manuel Ciges Aparicio (es) et le neveu de l'écrivain Azorín.
Durant la Seconde Guerre mondiale, il s'enrôle dans la Division Bleue.
Il est apparu dans environ 140 films entre 1958 et 2002.

## Filmographie
- 1998 : Una pareja perfecta de Francesc Betriu